# Angelus Silesius
Angelus Silesius, nato Johannes Scheffler e anche italianizzato in Silesio (Breslavia, 25 dicembre 1624 – Breslavia, 9 luglio 1677), è stato un poeta e mistico tedesco.

## Biografia
Johannes Scheffler nacque da genitori luterani: Stenzel Scheffler, uomo di piccola nobiltà che si era trasferito dal 1618 a Breslavia da Cracovia, e da Maria Magdalena Hennemann.
Nel 1637 morì il padre e la madre nel 1639, l'anno in cui cominciò gli studi ginnasiali e a scrivere le prime poesie. Si trasferì in un primo tempo a Strasburgo per studiare in quella università, passò poi a Leida e infine a Padova dove si laureò nel 1648 in filosofia e medicina.
Nel 1649 divenne medico del duca Silvio I Nimrod di Württemberg-Oels, a Oels, dove conobbe Jakob Böhme, Abraham von Franckenberg - del quale erediterà nel 1652 la biblioteca - Daniel Czepko e il circolo dei loro amici. Lo studio della mistica e della teologia lo portarono ad abbracciare la fede cattolica. Nel 1652 si dimise dal suo incarico a corte e tornò a Breslavia dove, il 12 giugno 1653, nella chiesa di San Mattia si convertì pubblicamente al cattolicesimo, prendendo il nome di Angelus Silesius.

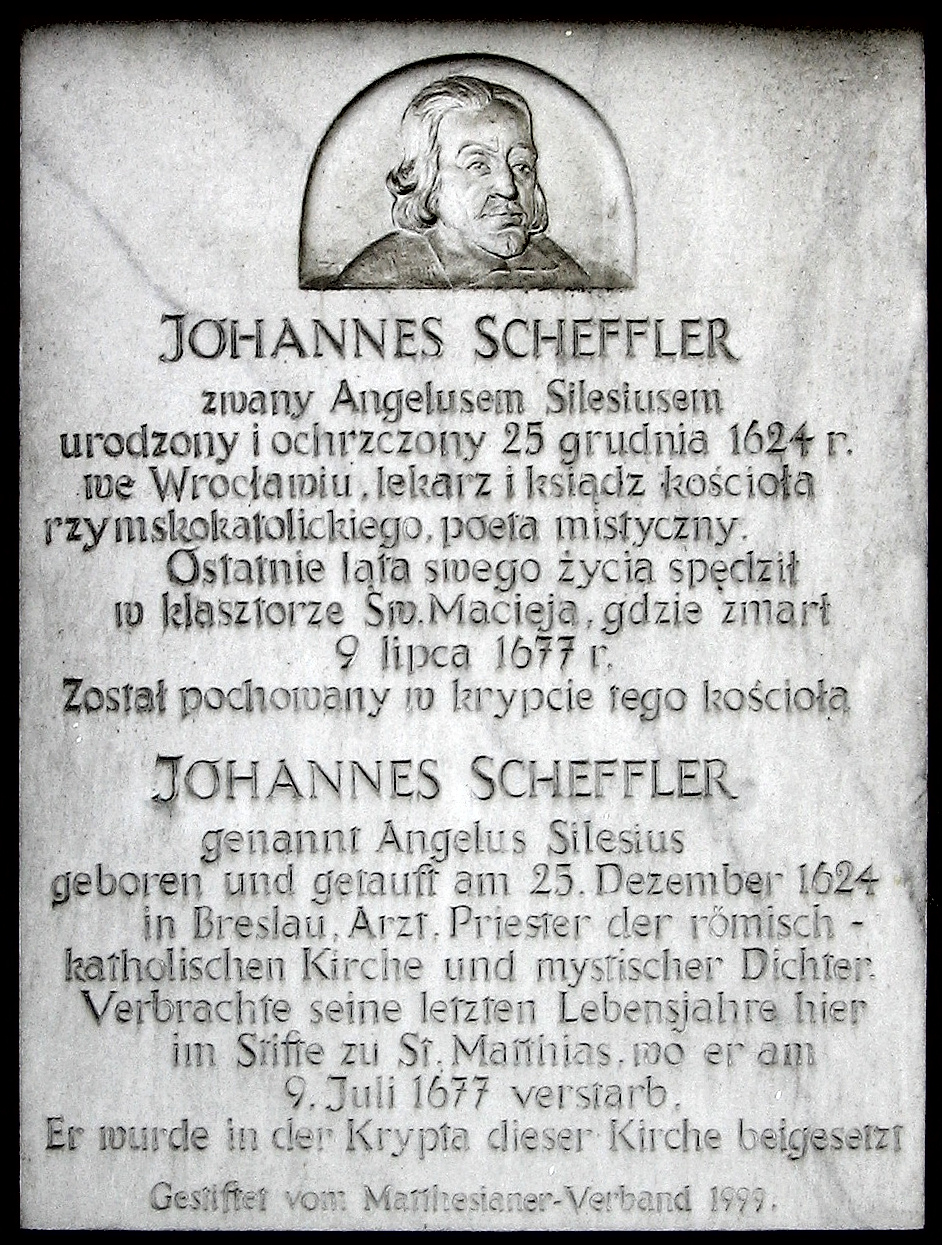
Targa commemorativa a Wroclaw

Nel 1654 Silesius ricevette dall'imperatore Ferdinando III lo status di medico di corte, nel 1661 prese gli ordini e divenne prete e aiutante del Principe vescovo di Breslavia. La sua salute si fece malferma: verso il 1675 si ritirò nel convento di San Mattia, dove morì e fu sepolto nella chiesa omonima.

## Produzione letteraria
Nel 1657 Silesius con il titolo Heilige Seelen-Lust, oder geistliche Hirten-Lieder der in ihren Jesum verliebten Psyche - «Gaudio sacro dell'anima, ossia Poesie bucoliche spirituali di Psiche innamorata del suo Gesù» - pubblica una collezione di 205 inni, alcuni dei più belli come Liebe, die du mich zum Bilde deiner Gottheit hast gemacht e Mir nach, spricht Christus, unser Held, sono entrati a far parte del salterio della Chiesa luterana tedesca.
Sono canti che stanno tra Czepko e la mistica di Friedrich Spee von Lagenfeld e tengono presente l'interpretazione allegorica di san Bernardo di Chiaravalle del Cantico dei Cantici. Qui, l'anima contempla le ferite di Cristo, il suo sposo, e soffre nell'attesa struggente del suo arrivo: «Le molte note sensuali sono avvolte in una dolce nebbia mistica, ma nell'incenso si avvertono i più intensi profumi della terra » [...] Vi è un manierismo specificamente galante in questa mistica religiosa, che può essere considerato parallelo al manierismo galante della poesia del sesso in Hofmannswaldau».
Molto diversi sono i cinque libri dei Geist-Reiche Sinn- und Schluss-Reime - «Epigrammi ingegnosi» - pubblicati nello stesso anno 1657 ma composti, sembra, prima della conversione e, con l'aggiunta di un sesto libro, dal 1675 chiamati Cherubinischer Wandersmann - «Il pellegrino cherubico». Il Sinnreim è l'epigramma che intende presentare una verità, mentre lo Schlussreim è l'epigramma che presenta il risultato della meditazione dell'autore; il successivo titolo dovrebbe alludere ai quattro cherubini che circondano il trono di Dio.
È una collezione di Reimsprüche o distici rimati che danno corpo ad un panteismo mistico derivato principalmente dalle opere di Jakob Böhme e dei suoi successori. Silesius si dilettava particolarmente nei sottili paradossi del misticismo. L'essenza di Dio, per esempio, è definita dall'amore: Dio, egli sostiene, non può amare nulla che gli sia inferiore, ma non può neppure divenire oggetto d'amore per sé stesso se non, per così dire, uscendo da sé stesso, ovvero manifestando il suo essere infinito in una forma finita; in altre parole diventando uomo. Dio e l'uomo, quindi, diventano Uno.
I cattolici difesero Silesius dalle accuse di panteismo: il suo Pellegrino cherubico fu pubblicato con l'imprimatur ecclesiastico e, nella prefazione, l'autore stesso spiega i suoi paradossi in un senso ortodosso, ripudiando ogni possibile interpretazione panteista. Silesius scrisse anche in prosa, in particolare una serie di trattati contro il Protestantesimo, sotto il titolo Ecclesiologia.

## Opere

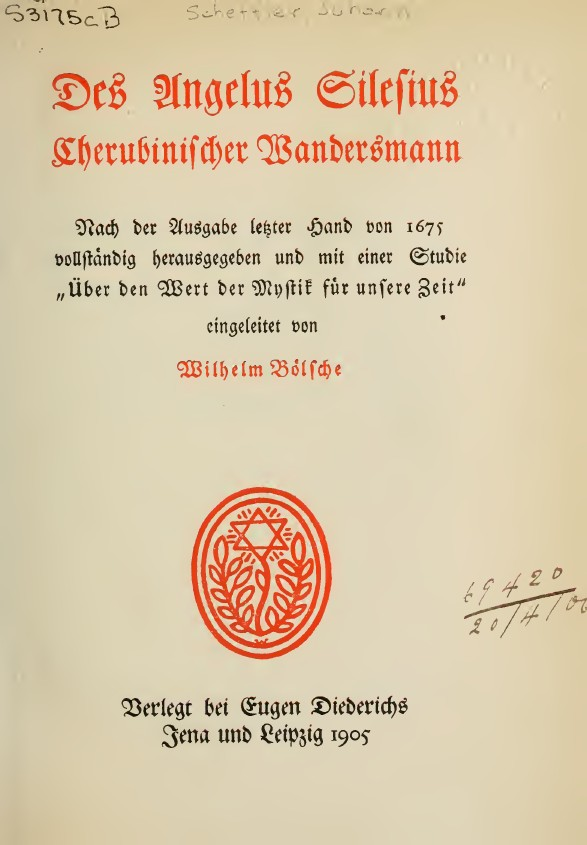
Des Angelus Silesius Cherubinischer Wandersmann (1905)

- Gründtliche Ursachen und Motive. 1653.
- Heilige Seelenlust, 1657.
- Cherubinischer Wandersmann, 1674.
- Ecclesiologia, 1677.